# BRD Năstase Ţiriac Trophy
El Torneig de Bucarest, conegut oficialment com a BRD Năstase Ţiriac Trophy, fou un torneig de tennis professional que es disputava anualment sobre terra batuda al BNR Arenas de Bucarest (Romania). Pertanyia a les sèries 250 del circuit ATP masculí i darrerament es disputava a l'abril, malgrat que anteriorment se celebrava al setembre. La darrera edició es va disputar l'any 2016 quan es va traslladar a Budapest.
Anteriorment s'havia conegut com a BCR Open Romania però el darrer nom fou extret dels dos tennistes més importants de la història a Romania, Ilie Năstase i Ion Țiriac.
El tennista francès Gilles Simon és l'únic que havia repetit victòria hi l'havia guanyat en tres ocasions en categoria individual. En categoria de dobles destacà el local Horia Tecău, guanyador del títol en quatre ocasions i tots amb parelles diferents.

## Palmarès

### Individual masculí
| Any         | Campió                 | Finalista              | Resultat            |
| ----------- | ---------------------- | ---------------------- | ------------------- |
| 2025        | Flavio Cobolli         | Sebastián Báez         | 6−4, 6−4            |
| 2024        | Márton Fucsovics       | Mariano Navone         | 6−4, 7−5            |
| 2023 − 2017 | Torneig no celebrat    | Torneig no celebrat    | Torneig no celebrat |
| 2016        | Fernando Verdasco      | Lucas Pouille          | 6−3, 6−2            |
| 2015        | Guillermo García López | Jiří Veselý            | 7−6(5), 7−6(11)     |
| 2014        | Grígor Dimitrov        | Lukáš Rosol            | 7−6(2), 6−1         |
| 2013        | Lukáš Rosol            | Guillermo García López | 6−3, 6−2            |
| 2012        | Gilles Simon (3)       | Fabio Fognini          | 6−4, 6−3            |
| 2011        | Florian Mayer          | Pablo Andújar          | 6−3, 6−1            |
| 2010        | Juan Ignacio Chela     | Pablo Andújar          | 7−5, 6−1            |
| 2009        | Albert Montañés        | Juan Mónaco            | 7−6(2), 7−6(6)      |
| 2008        | Gilles Simon           | Carles Moyà            | 6−3, 6−4            |
| 2007        | Gilles Simon           | Victor Hanescu         | 4−6, 6−3, 6−1       |
| 2006        | Jürgen Melzer          | Filippo Volandri       | 6−1, 7−5            |
| 2005        | Florent Serra          | Ígor Andréiev          | 6−3, 6−4            |
| 2004        | José Acasuso           | Ígor Andréiev          | 6−3, 6−0            |
| 2003        | David Sánchez          | Nicolás Massú          | 6−2, 6−2            |
| 2002        | David Ferrer           | José Acasuso           | 6−3, 6−2            |
| 2001        | Younes El Aynaoui      | Albert Montañés        | 7−6(5), 7−6(2)      |
| 2000        | Joan Balcells          | Markus Hantschk        | 6−3, 3−6, 7−6(1)    |
| 1999        | Alberto Martín         | Karim Alami            | 6−3, 6−2            |
| 1998        | Francisco Clavet       | Arnaud di Pasquale     | 6−4, 2−6, 7−5       |
| 1997        | Richard Fromberg       | Andrea Gaudenzi        | 6−1, 7−6(2)         |
| 1996        | Albert Berasategui     | Carles Moyà            | 6−1, 7−6(5)         |
| 1995        | Thomas Muster          | Gilbert Schaller       | 6−3, 6−4            |
| 1994        | Franco Davín           | Goran Ivaniševic       | 6−2, 6−4            |
| 1993        | Goran Ivaniševic       | Andrei Txerkàssov      | 6−2, 7−6(5)         |

### Dobles masculins
| Any         | Campions                               | Finalistes                              | Resultat                |
| ----------- | -------------------------------------- | --------------------------------------- | ----------------------- |
| 2025        | Marcel Granollers Horacio Zeballos     | Jakob Schnaitter Mark Wallner           | 7−6(3), 6−4             |
| 2024        | Sadio Doumbia Fabien Reboul            | Harri Heliövaara Henry Patten           | 6−3, 7−5                |
| 2023 − 2017 | Torneig no celebrat                    | Torneig no celebrat                     | Torneig no celebrat     |
| 2016        | Florin Mergea Horia Tecău              | Chris Guccione André Sá                 | 7−5, 6−4                |
| 2015        | Marius Copil Adrian Ungur              | Nicholas Monroe Artem Sitak             | 3−6, 7−5, [17−15]       |
| 2014        | Jean-Julien Rojer Horia Tecău          | Mariusz Fyrstenberg Marcin Matkowski    | 6−4, 6−4                |
| 2013        | Maks Mirni Horia Tecău                 | Lukáš Dlouhý Oliver Marach              | 4−6, 6−4, [10−6]        |
| 2012        | Robert Lindstedt Horia Tecău           | Jérémy Chardy Łukasz Kubot              | 7−6(2), 6−3             |
| 2011        | Daniele Bracciali Potito Starace       | Julian Knowle David Marrero             | 3−6, 6−4, [10−8]        |
| 2010        | Juan Ignacio Chela Łukasz Kubot        | Marcel Granollers Santiago Ventura      | 6−2, 5−7, [13−11]       |
| 2009        | Frantisek Cermak Michal Mertinak       | Johan Brunström Jean-Julien Rojer       | 6−2, 6−4                |
| 2008        | Paul−Henri Mathieu Nicolas Devilder    | Mariusz Fyrstenberg Marcin Matkowski    | 7−6(4), 6−7(9), [22−20] |
| 2007        | Oliver Marach Michal Mertinák          | Martín Alberto García Sebastián Prieto  | 7−6(2), 7−6(8)          |
| 2006        | Mariusz Fyrstenberg Marcin Matkowski   | Martín Alberto García Luis Horna        | 6−7(5), 7−6(5), [10−8]  |
| 2005        | José Acasuso Sebastián Prieto          | Victor Hanescu Andrei Pavel             | 6−3, 4−6, 6−3           |
| 2004        | Lucas Arnold Ker Mariano Hood          | José Acasuso Óscar Hernández            | 7−6(5), 6−1             |
| 2003        | Karsten Braasch Sargis Sargsian        | Simon Aspelin Jeff Coetzee              | 7−6(7), 6−2             |
| 2002        | Jens Knippschild Peter Nyborg          | Emilio Benfele Álvarez Andrés Schneiter | 6−3, 6−3                |
| 2001        | Aleksandar Kitinov Johan Landsberg     | Pablo Albano Marc-Kevin Goellner        | 6−4, 6−7(5), [10−6]     |
| 2000        | Alberto Martín Eyal Ran                | Devin Bowen Mariano Hood                | 7−6(4), 6−1             |
| 1999        | Lucas Arnold Ker Martín Alberto García | Marc-Kevin Goellner Francisco Montana   | 6−3, 2−6, 6−3           |
| 1998        | Andrei Pavel Gabriel Trifu             | George Cosac Dinu Pescariu              | 7−6, 7−6                |
| 1997        | Luis Lobo Javier Sánchez               | Hendrik Jan Davids Daniel Orsanic       | 7−5, 7−5                |
| 1996        | David Ekerot Jeff Tarango              | David Adams Menno Oosting               | 7−6, 7−6                |
| 1995        | Mark Keil Jeff Tarango                 | Cyril Suk Daniel Vacek                  | 6−4, 7−6                |
| 1994        | Wayne Arthurs Simon Youl               | Jordi Arrese José Antonio Conde         | 6−4, 6−4                |
| 1993        | Menno Oosting Libor Pimek              | George Cosac Ciprian Porumb             | 7−6, 7−6                |